# 楊汝允
楊汝允（1537年—？），字惟明，又字懋功，江西南昌府南昌縣人，民籍，明朝政治人物。

## 生平
江西鄉試第六十六名舉人。嘉靖四十一年（1562年）中式壬戌科會試第八十七名，二甲第六十二名進士。隆慶四年（1570年）由禮部主客司郎中調祠祭司，陞姚安府知府。

## 著作
有《九霞山人集》。

## 家族
曾祖楊子輻；祖父楊偉慶，壽官；父楊用實，壽官。嫡母伍氏；生母周氏。具庆下。兄楊汝輔（南京礼部主事）。